# 中国科学院大学资源与环境学院
中国科学院大学资源与环境学院是中国科学院大学与中国科学院生态环境研究中心联合组建成立的学院，其前身为中国科学院研究生院资源与环境学院，成立于2004年，从地球科学学院拆分组建。

## 主要专业
- 自然地理学
- 人文地理学
- 地图学与地理信息系统
- 环境科学
- 环境工程
- 生态学
- 土壤学

## 历任院长
1. 第一任　2012年至今　院长：傅伯杰